# Item

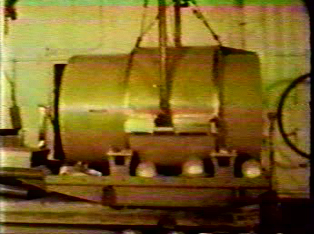
O artefato Item.

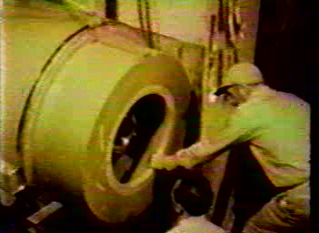

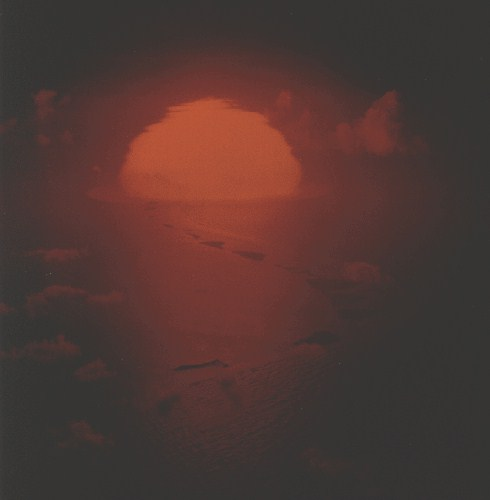
Bola de fogo.

Item foi um teste nuclear detonado durante a "Operação Greenhouse" conduzido pelos Estados Unidos da América, realizado no dia 25 de maio de 1951, sendo a primeira arma de fissão impulsionada, onde se coloca material para fusão no meio da materia de fissão, rendeu 45,5 quilotons, o local de detonação foi o atol de Enewetak em cima de uma torre de 61 metros.

## Objetivo
O Item foi detonado para testar se o trítio e o deutério reagiriam bem com o material físsil, foi uma bomba de fissão impulsionada pois foi colocado pouco material de fusão, por que a produção de deutério era caro, e se a bomba não funcionasse, teriam um monte inútil de um material caro, ou seja seria um disperdicio.